# Cornelius Johnson
Cornelius Cooper Johnson (Los Angeles, 28 de agosto de 1913 – 15 de fevereiro de 1946) foi um atleta norte-americano campeão olímpico no salto em altura.

## Carreira
Nascido em Los Angeles, Cornelius "Corny" Johnson iniciou-se no atletismo representando sua escola e competindo em provas de velocidade e no salto em altura.
Aos 18 anos de idade obteve classificação para os Jogos Olímpicos de Verão de 1932, realizados na sua cidade-natal, e conseguiu um expressivo quarto lugar na prova do salto em altura.
Em 1936, Johnson foi um dos dezanove atletas afro-americanos que representaram os Estados Unidos nos Jogos Olímpicos de 1936, em Berlim. Com um salto de 2,03 metros, obteve o recorde olímpico e a medalha de ouro no salto em altura.
Johnson foi co-detentor do recorde mundial do salto em altura entre 1936 e 1937 com 2,07 m e conquistou oito vezes o campeonato nacional (cinco vezes o campeonato outdoor e três o indoor).
Corny Johnson morreu em 1946 vítima de uma pneumonia, aos 32 anos de idade. Em 1994 foi incluído no corredor da fama do atletismo dos Estados Unidos.